# Maricopa (langue)
Pour les articles homonymes, voir Maricopa.
Le maricopa est une langue yumane de la branche des langues yumanes centrales parlée aux États-Unis, en Arizona, dans les réserves de Salt River et de Gila River, près de Phoenix. Le nombre de locuteurs en 2000 s'élevait à 160 pour une population ethnique de 400 personnes.